# Desintermediación
En economía, desintermediación es la eliminación de intermediarios en la cadena de suministro. Generalmente, es el resultado de la transparencia del mercado por la cual los compradores conocen los precios directos del fabricante. Por tanto, los compradores se saltarán a los intermediarios (mayoristas y minoristas) para comprar directamente del fabricante y en consecuencia pagar menos por el producto. Los compradores pueden alternativamente comprar a mayoristas el mismo producto. A menudo, un intermediario B2C actúa como puente entre el comprador y un fabricante.
Para ilustrarlo con un ejemplo, una cadena de suministro típica B2C se compone de cuatro o cinco elementos (en orden):
Proveedor → Fabricante → Mayorista → Minorista → Comprador
Se ha argumentado que internet modifica la cadena de suministro debido a la transparencia del mercado:
Fabricante → Comprador
Un ejemplo de desintermediación ha sido Dell Computers que vende muchos de sus productos directamente al consumidor saltándose las cadenas tradicionales de minoristas. Fuera de internet, la desintermediación ha jugado un papel importante en muchos grandes distribuidores como Wal-Mart que intentan reducir precios reduciendo el número de intermediarios entre el proveedor y el fabricante.
La desintermediación también se asocia con la idea de fabricación just in time como la eliminación de la necesidad de mantener un almacén que realiza de hecho la función de intermediario.
La existencia de leyes que desincentivan la desintermediación han sido citados como razones de la poca vitalidad económica de Japón y Alemania en la década de 1990.
Sin embargo, la desintermediación se ha producido como resultado de internet en menor medida de lo que muchos esperaban en el boom punto com. Los detallistas y mayoristas realizan funciones como la extensión de crédito, agregación de productos de diferentes proveedores y procesamiento de las devoluciones. Además, cargar productos para y desde diferentes fabricantes puede ser menos eficiente que cargarlos para una tienda en la que los cogerá el comprador. Como respuesta a la amenaza de la desintermediación, algunos minoristas han intentado integrar su presencia virtual y física como estrategia comercial.